# 物理学科
物理学科（ぶつりがっか、department of physics）とは、大学などにおいて物理学の研究と教育を行う学科である。日本においては、その多くが理学部や理工学部に設置されている。

## 物理学科を持つ日本の大学

### 物理学科を設置する大学・学部

#### 国立大学
- 北海道大学 理学部 物理学科
- 東北大学 理学部 物理学科
- 埼玉大学 理学部 物理学科
- 東京大学 理学部 物理学科
- お茶の水女子大学 理学部 物理学科
- 千葉大学 理学部 物理学科
- 富山大学 理学部 物理学科
- 静岡大学 理学部 物理学科
- 名古屋大学 理学部 物理学科
- 大阪大学 理学部 物理学科
- 神戸大学 理学部 物理学科
- 岡山大学 理学部 物理学科
- 広島大学 理学部 物理科学科
- 愛媛大学 理学部 物理学科
- 九州大学 理学部 物理学科
- 佐賀大学 理工学部 物理科学科
- 鹿児島大学 理学部 物理科学科

#### 公立大学
- 東京都立大学 理学部 物理学科
- 大阪公立大学 理学部 物理学科

#### 私立大学
- 青山学院大学 理工学部 物理・数理学科
- 学習院大学 理学部 物理学科
- 北里大学 理学部 物理学科
- 慶應義塾大学 理工学部 物理学科
- 中央大学 理工学部 物理学科
- 東海大学 理学部 物理学科
- 東京理科大学 理学部第一部 物理学科
- 東京理科大学 理学部第二部 物理学科
- 東京理科大学 創域理工学部 物理学科
- 東邦大学 理学部 物理学科
- 日本大学 文理学部 物理学科
- 日本大学 理工学部 物理学科
- 明治大学 理工学部 物理学科
- 立教大学 理学部 物理学科
- 早稲田大学 先進理工学部 物理学科
- 京都産業大学 理学部 物理科学科
- 立命館大学 理工学部 物理科学科
- 関西大学 システム理工学部 物理・応用物理学科
- 関西学院大学 理学部 物理学科
- 甲南大学 理工学部 物理学科
- 岡山理科大学 理学部 物理科学科
- 福岡大学 理学部 物理科学科

### 物理学科に類する学科等を設置する大学・学部
物理工学科・物理工学コース等は物理工学科を参照

#### 国立大学
- 室蘭工業大学 理工学部 システム理化学科
- 弘前大学 理工学部 数物科学科
- 岩手大学 理工学部 理工学科 数理・物理コース（旧物理・材料理工学科）
- 秋田大学 総合環境理工学部 環境数物科学科 機能デバイス物理コース
- 東北大学 理学部 宇宙地球物理学科
- 東北大学 工学部 電気情報物理工学科 応用物理学コース、機械知能・航空工学科 量子サイエンスコース
- 山形大学 理学部 理学科 物理学コース
- 筑波大学 理工学群 物理学類
- 茨城大学 理学部 理学科 物理学コース
- 東京大学 理学部 地球惑星物理学科
- 東京大学 教養学部 学際科学科 科学技術論コース, 進化学サブコース、統合自然科学科 数理自然科学コース, 物質基礎科学コース
- 東京科学大学 理学院 物理学系
- 新潟大学 理学部 理学科 物理学プログラム
- 金沢大学 理工学域 数物科学類 物理学発展プログラム
- 福井大学 工学部 応用物理学科
- 信州大学 理学部 理学科 物理学コース
- 京都大学 理学部 理学科 物理科学系（物理学・宇宙物理学）
- 大阪大学 基礎工学部 電子物理科学科 物性物理科学コース
- 奈良女子大学 理学部 数物科学科 物理学コース
- 島根大学 総合理工学部 物理・マテリアル工学科 基礎物理学コース
- 広島大学 総合科学部 総合科学科 自然探究領域 物性科学科目群
- 山口大学 理学部 物理・情報科学科 物理学コース
- 熊本大学 理学部 理学科 物理学コース
- 高知大学 理工学部 数学物理学科 物理科学コース
- 大分大学 理工学部 共創理工学科 自然科学コース
- 琉球大学 理学部 物質地球科学科 物理系

#### 公立大学
- 大阪公立大学 理学部 物理学科
- 兵庫県立大学 理学部 物質科学科

#### 私立大学
- 工学院大学 先進工学部 応用物理学科
- 国際基督教大学 教養学部 アーツ・サイエンス学科
- 国士舘大学 理工学部 理工学科 基礎理学系
- 創価大学 理工学部 共生創造理工学科 環境システム領域
- 東京電機大学 理工学部 理工学科 理学系 物理学コース
- 東京都市大学 理工学部 自然科学科
- 東京理科大学 理学部第一部 応用物理学科
- 日本大学 文理学部 物理生命システム科学科
- 日本女子大学 理学部 数物科学科
- 法政大学 理工学部 創生科学科
- 明星大学 理工学部 総合理工学科 物理学コース
- 早稲田大学 基幹理工学部 電子物理システム学科
- 早稲田大学 先進理工学部 応用物理学科
- 関東学院大学 理工学部 理工学科 数理・物理コース
- 神奈川大学 理学部 理学科 物理コース
- 神奈川大学 工学部 応用物理学科
- 中部大学 理工学部 数理・物理サイエンス学科
- 大阪工業大学 情報科学部 情報知能学科 理論物理研究室
- 大阪工業大学 情報科学部 情報システム学科 宇宙物理・数理科学研究室
- 近畿大学 理工学部 理学科 物理学コース
- 岡山理科大学 理学部 応用物理学科
- 岡山理科大学 理学部 基礎理学科

#### 省庁大学校
- 防衛大学校 理工学専攻 応用物理学科

## 物理学科を持つ北アメリカの大学
- マサチューセッツ工科大学 物理学科
- ハーバード大学 物理学科